# Shōnen-ai

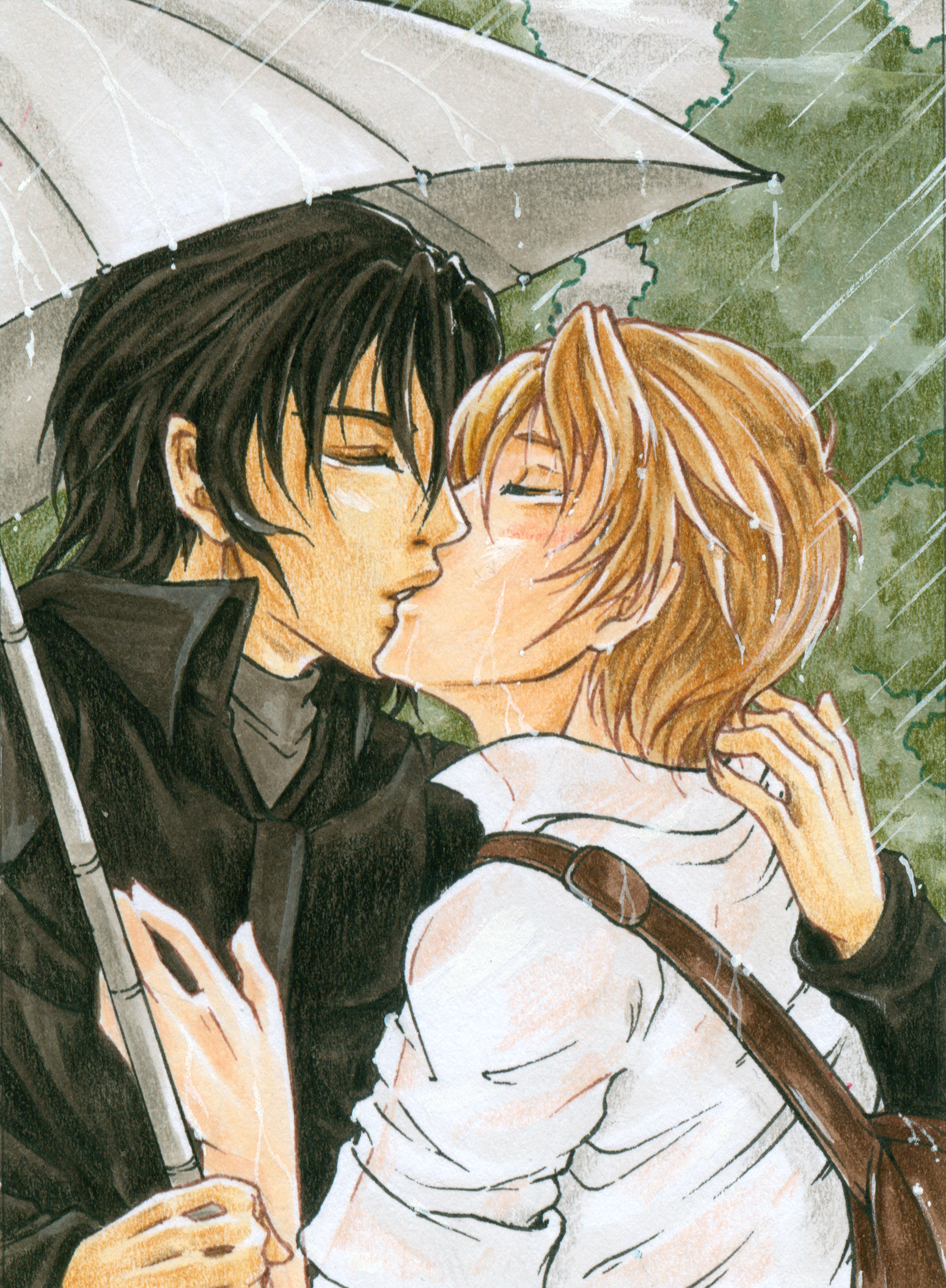
Il·lustració que mostra a dos joves besant-se. El shōnen-ai tendeix a representar una relació menys explícita que el yaoi.

Shōnen-ai (少年愛, lit. amor de nois) es un terme japonès utilitzat per a denotar a un gènere de manga i anime que posseeix com a temàtica principal relacions romàntiques entre dos individus de sexe masculí sense contingut sexual explícit, en clar contrast del seu gènere homòleg, el yaoi.

## Etimologia
El terme shōnen-ai prové del japonès, específicament de la unió de les paraules shōnen (少年) que significa noi i ai (愛), que es tradueix com a amor. El terme bishōnen ai (美少年愛) sol ser aplicat al shōnen-ai a causa que aquest gènere es basa en el bishōnen, la representació artística d'homes joves atractius en el manga. Al seu torn, Bishōnen ai prové de la paraula bishōnen (美少年, lit. «noi bell»).

## Història
Des de la consolidació del shōjo (manga dirigit a un públic adolescent femení) entre la dècada dels 60 i els 70, va aparèixer un nou mercat en el manga que abordava les relacions homosexuals, conegut com yaoi. El shōnen-ai sol ser considerat un subgènere del shōjo perquè, inicialment va ser desenvolupat per al públic femení per abordar temes més sentimentals i menys sexuals que el yaoi. El terme es referia originalment a l'amor entre adolescents de caràcter inofensiu i innocent.
El shōnen-ai igual que el Bishōnen-ai són subgèneres del manga shōjo, dirigit a noies joves. Malgrat la seva concepció del shōjo, ja no és considerat com a tal des de fa dècades, és regularment més associat amb el yaoi i altres subgèneres d'aquest com el shotacon.

### Característiques
El shōnen-ai normalment presenta relacions homosexuals entre dos adolescents, encara que pot presentar altres combinacions com un home adult i un adolescent, o dos adults. Es caracteritza per només exposar demostracions d'afecte verbals i corporals mínimes, és a dir, que no arriben a la representació obertament sexual, centrant-se més en la temàtica romàntica i innocent.
Aquest gènere, com molts altres, utilitza la tècnica del bishōnen per fer-ho més atractiu al públic femení. Normalment representa als personatges com a joves innocents i ignorants en temes sentimentals i temes sexuals. El kemonomimi és un element molt comú en aquestes històries.
Com s'esmenta anteriorment, el shōnen-ai i el bishōnen-ai es diferencien del yaoi perquè mostren relacions de forma menys explícites. Però, mentre que la història del shōnen-ai se centra en la relació entre els personatges principals, el bishōnen-ai posa la temàtica homosexual en segon pla. Igual que el shōjo-ai, el shōnen-ai se centra principalment en les emocions dels personatges, generant-se normalment relacions dramàtiques, encara que no sempre n'és el cas.

## Demografia
S'espera que el shōnen-ai atregui, en la seva majoria, a un públic femení. Molts entusiastes sostenen que això es deu a la bellesa dels personatges, així com també a les representacions de l'amor. Alguns sostenen que, a causa que el shōnen-ai exclou a les dones de la relació, és sexualment lliure d'amenaces al públic femení, mentre que uns altres asseguren que és perfectament natural que les dones siguin atretes per la idea de l'amor i les relacions sexuals entre homes.
El gènere ha trobat una gran quantitat de públic als Estats Units. D'acord amb Nielsen BookScan, els volums de la sèrie de màniga Gravitation han venut més de 230.000 còpies. És popular a tot el món i en molts idiomes, també posseeix aficionats als països on la població té accés a Internet, on es distribueixen còpies pirates, tant de manga com d'anime.
En els darrers anys ha crescut un mercat pròsper pels dôjinshis de temàtica homosexual al Japó, principalment a causa de Comiket, una gran convenció anual que reuneix a molts afeccionats i artistes.
Les revistes que inclouen mangas amb romanç shōnen-ai són Gekkan Asuka (de l'editorial Kadokawa Shoten) i Wings (de l'editorial Shinshokan). Aquestes revistes estan dirigides a un públic adolescent femení.